# フィリピンのバロック様式教会群
フィリピンのバロック様式教会群（フィリピンのバロックようしききょうかいぐん）は、フィリピンのルソン島、マニラ、パオアイなどの街に残るスペイン様式の教会が登録されているユネスコの世界遺産（文化遺産）。1993年、フィリピン初の世界遺産として登録。

## 概要
フィリピンがスペイン統治下にあった16世紀に建てられた4つの教会が登録されている。4つの教会ともヨーロッパのバロック建築の影響を受けた石造の教会。要塞としての機能も合わせ持っているといわれている。
特にマニラのサン・アグスチン教会は、1571年に建築されたフィリピン最古の教会といわれている。この教会の礼拝堂にはステンドグラスの窓と、天井と壁に壁画が残っている。

## 主な史跡
- マニラ（イントラムロス）
  - サン・アグスチン教会
- イロコス・ノルテ州パオアイ市
  - サン・アグスチン教会
- イロコス・スル州サンタ・マリア市
  - アスンシオン教会
- イロイロ州ミアガオ市
  - ビリャヌエバ教会

## 登録基準
この世界遺産は世界遺産登録基準のうち、以下の条件を満たし、登録された（以下の基準は世界遺産センター公表の登録基準からの翻訳、引用である）。
- (2) ある期間を通じてまたはある文化圏において、建築、技術、記念碑的芸術、都市計画、景観デザインの発展に関し、人類の価値の重要な交流を示すもの。
- (4) 人類の歴史上重要な時代を例証する建築様式、建築物群、技術の集積または景観の優れた例。